# 約翰·索恩爵士博物館
約翰·索恩爵士博物館 （Sir John Soane's Museum）是位於英國倫敦霍本地區的一座美術館。索恩博物館曾是新古典主義建築家約翰·索恩的住宅兼工作室，收藏有索恩繪畫製作的素描、模型以及索恩收藏的繪畫和古董。索恩博物館也是倫敦規模最小的國立美術館。索恩博物館建築被劃為英國一級登錄建築，每次同時參觀人數限制為15人左右。館內參觀人數限制為約80至90人。
該博物館是索恩在世時根據1833 年議會的一項私人法案建立的，該法案於1837 年索恩去世後生效。索恩參與了這場漫長的議會運動，目的是剝奪他非常不喜歡的兒子的繼承權。 該法案規定，索恩去世後，他的房屋和收藏品將由代表國家的董事會保管，並儘可能按照他去世時的狀態保存。 博物館的受託人保持完全獨立，僅依賴索恩最初的捐贈，直到 1947 年。從那時起，博物館每年透過數位、文化、媒體和體育部獲得英國政府的資助。
從1988年起開始了修復計劃，將客廳、圖片室、書房和更衣室、圖片室休息區等空間恢復到原來的樣貌，並且在大多數情況下恢復了原來的物品擺設。 索恩的三個庭院也得到了修復，他的 Pasticcio（由大理石、石頭和鑄鐵元素等碎片組成的柱子) 也被恢復到博物館中心的紀念碑庭院中。 1997年，受託人在Heritage Lottery Fund的幫助下購買了14號的主屋。 這棟房子經過修復，使博物館能夠擴大其教育活動，重新安置其研究圖書館，並創建一個羅伯特亞當研究中心(Robert Adam Study Centre)，收藏索恩收藏的 9,000 幅羅伯特亞當畫作。
索恩的一些畫作包括卡納萊托、霍加斯的作品、他的朋友J. M. W. 特納、托馬斯·勞倫斯、安托萬·華托、約書亞·雷諾茲、奧古斯塔斯·沃爾·卡科特、亨利·富塞利、威廉·漢密爾頓的三幅作品以及喬瓦尼·巴蒂斯塔·皮拉內西的15 幅作品，其中許多畫作都配有裱框並在博物館展出。 館藏有超過 30,000 張建築圖。 由於博物館內的通道狹窄，陳列著索恩的大量藏品，因此博物館在任何特定時間只允許 90 名遊客進入，而且在外面排隊等待入場的情況並不罕見。 標籤很少，照明也很謹慎； 沒有問訊處或咖啡館。 截至 2019 年 3 月的一年中，博物館接待了 131,459 名參觀者。

## 外部連結
- 官方网站